# Мишна брура
Мишна Брура (ивр. משנה ברורה‎) — галахический кодекс рабби Исраэля-Меира Коэна (Польша, 1838—1933 гг., известного как Хафец-Хаим). Представляет собой комментарий к первому разделу «Шулхан арух», «Орах Хаим» («Образ Жизни», где рассматриваются законы молитвы, синагоги, Шаббата и праздников), обобщающий мнения ахароним по этим вопросам.
Название «Мишна Брура» является отсылкой к Второзаконию, где евреям заповедано вписать Божьи заповеди большими чёткими буквами на склоне горы.
«Мишна Брура» — самая известная книга Хафец-Хаима, состоит из шести частей. Эта книга подытоживает все обновления Галахи, которые появились после написания «Шулхан Аруха». Иногда в спорных вопросах автор основывается на Талмуде и писаниях ришоним.
Со временем «Мишна Брура» стала важнейшим галахическим кодексом ашкеназов, и имеет большое влияние и на сефардских евреев.

## Содержание
«Мишна Брура» традиционно печатается в 6 томах вместе с избранными другими комментариями. В работе приводятся простые и современные пояснительные замечания и цитаты по повседневным аспектам Галахи. Широко используется в качестве справочного материала и во многом вытеснила «Хаей Адам» и «Арух ха-Шулхан» в качестве основного авторитетного источника по вопросам повседневной еврейской жизни среди ашкеназских евреев, особенно тех, кто тесно связан с харедимными ешивами. Мишна Брура сопровождается дополнительными подробными толкованиями под названием Беур Галаха, справочным разделом под названием Шаар Хациюн (эти два раздела также были написаны Хафец-Хаимом) и дополнительными комментариями под названием Беэр Хагола, Беэр Хейтев и Шаарей Тшува.
«Литературный стиль [Мишны Брура] можно описать следующим образом: в отношении данного закона Шулхан аруха она рассматривает частный случай с определёнными особенностями, которые могут изменить закон; затем перечисляет мнения Ахаронимов (более поздних авторитетов, с XVI века и далее) по этому делу, от самых снисходительных до самых строгих; и, наконец, решает между ними… Демонстрируя то, что мы можем назвать «спектром снисходительности-строгости», [она] фактически предлагает читателю ряд вариантов поведения, из которых он может выбрать тот, который кажется ему правильным. Этот выбор не совсем свободен, поскольку [она] демонстрирует явную склонность к одной стороне спектра — строгой — и призывает читателя следовать ей, но всё же мягкий язык постановления предполагает, что если человек следует другой стороне спектра — снисходительной, он не согрешит, поскольку существуют заслуживающие доверия авторитеты, которые могут поддержать его выбор».
Не вся Мишна Брура была написана Коэном: некоторые части были написаны его сыном или различными учениками, что объясняет наличие ряда противоречий между различными постановлениями в тексте.

## Влияние
«Мишна Брура» сыграла значительную роль в обучении и практике современных ортодоксальных евреев-ашкенази. По мнению некоторых, именно «посек ахарон» выносит постановления, которые являются последним словом по рассматриваемым им галахическим вопросам. Таким образом, община стремится следовать почти исключительно его постановлениям. Однако рав Йосеф Элияху Хенкин постановил, что «Арух ха-Шулхан» следует считать более авторитетным по ряду причин: это более поздний из двух кодексов; он охватывает весь Шулхан арух, а не только Орах Хаим; он учитывает еврейские обычаи; он был написан практикующим раввином, который, таким образом, имел больше опыта в решении галахических дилемм. Рав Моше Файнштейн также предпочёл Арух ха-Шулхан по последней из этих причин. Действительно, по ряду ключевых вопросов общепринятая ортодоксальная практика не соответствует строгостям Мишны Брура.
«Мишна Брура Йомит» — это ежедневная учебная программа, инициированная «Ваад Даас Галаха» и Фондом наследия Хафец-Хаима. Учебная программа проводится либо по двухгодичному циклу («Даф в день»), либо по пятигодичному циклу («Амуд в день») и включает в себя акцент на каждом Йом-Тове (празднике) в течение 30 предшествующих дней.